# Saint-Jacques-d'Ambur
Saint-Jacques-d'Ambur är en kommun i departementet Puy-de-Dôme i regionen Auvergne-Rhône-Alpes i centrala Frankrike. Kommunen ligger i kantonen Pontgibaud som tillhör arrondissementet Riom. År 2022 hade Saint-Jacques-d'Ambur 291 invånare.

## Befolkningsutveckling
Antalet invånare i kommunen Saint-Jacques-d'Ambur
| Referens: INSEE |